# Der Schatzgräber (Goethe)
Der Schatzgräber ist eine Ballade von Johann Wolfgang von Goethe, geschrieben im Mai 1797; Erstdruck in Friedrich Schillers Musen-Almanach für das Jahr 1798.

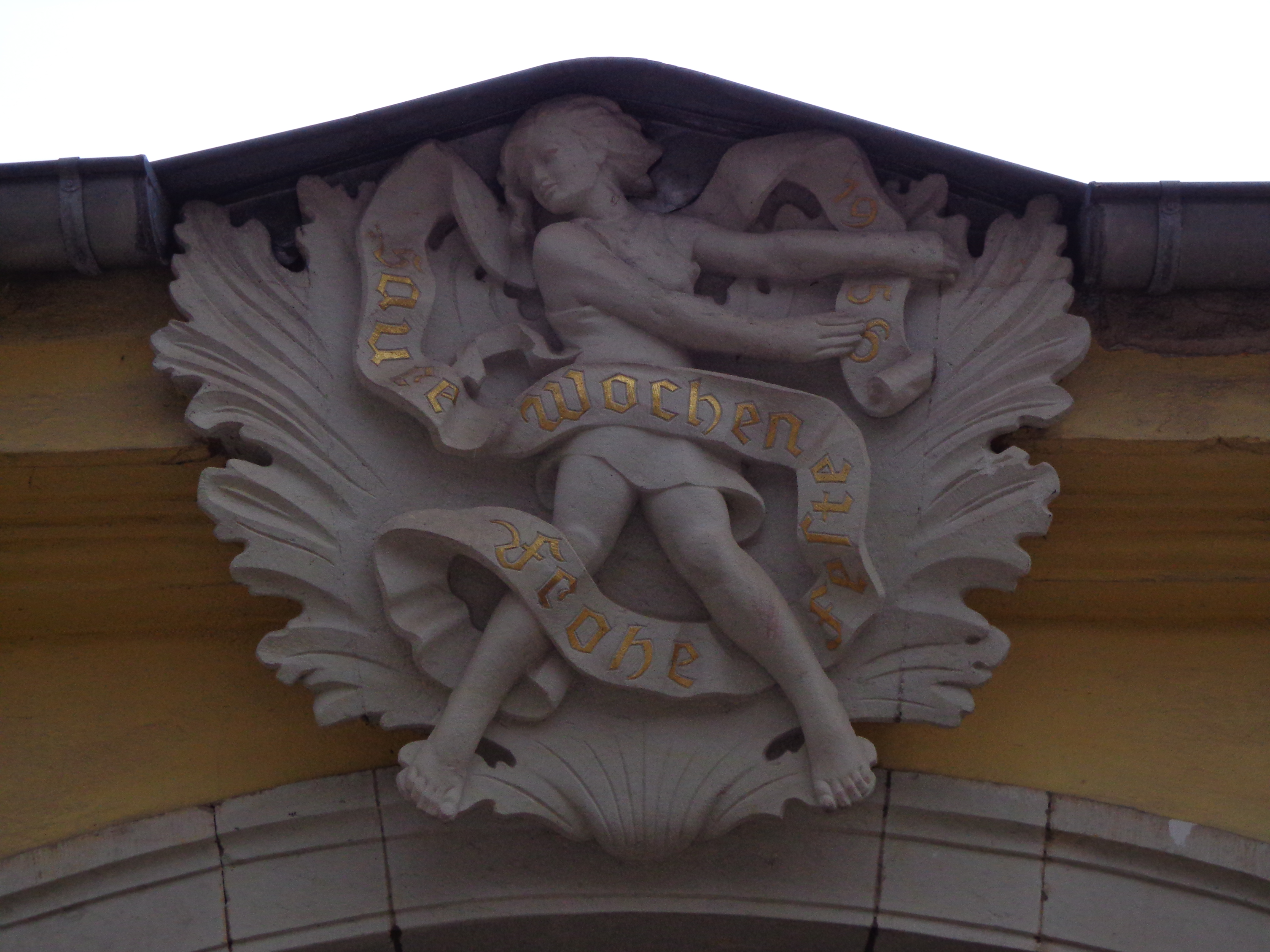
Inschrift „Saure Wochen! Frohe Feste!“ an der Freilichtbühne Großer Garten

## Inhalt
Im Zentrum der Ballade steht ein nicht näher spezifizierter Protagonist, der als „arm“ charakterisiert wird. Diese Armut ist jedoch nicht nur als eine rein  materielle zu verstehen, denn zu ihr tritt auch eine emotionale Armut („krank am Herzen“). In seiner Not setzt er alle Hoffnung darauf, einen Schatz zu heben (auch dieser kann sowohl im materiellen wie auch emotionalen Sinne verstanden werden). Dazu vollzieht er des Nächtens ein Beschwörungsritual und erklärt sich sogar dazu bereit, seine Seele für den „Reichtum“ zu geben. Tatsächlich bewirkt seine Beschwörung etwas, denn aus der Ferne kommend erscheint ihm, von einem hellen Licht begleitet, ein blumenbekränzter Knabe, der ihm eine Schale zum Trank hinreicht. Die Ballade endet mit seiner Figurenrede: 
Trinke Muth des reinen Lebens!

Dann verstehst du die Belehrung,

Kommst, mit ängstlicher Beschwörung,

Nicht zurück an diesen Ort.

Grabe hier nicht mehr vergebens.

Tages Arbeit! Abends Gäste!

Saure Wochen! Frohe Feste!

Sei dein künftig Zauberwort.

## Formanalyse
Die Ballade besteht aus fünf Strophen zu jeweils acht Versen. Das Reimschema [abbcaddc] besteht aus zwei Paarreimen und zwei Reimen, die man „Große umarmende Reime“ nennen könnte und sich kreuzen. Das Versmaß ist ein trochäischer Vierheber.

## Struktur
Zwei der fünf Strophen sind auffällig: die erste und die letzte. Die erste Strophe kann man in zwei Teile gliedern. Die ersten vier Verse stellen den aktuellen Zustand des Schatzgräbers dar; die Verse fünf bis acht die Konsequenz, die er daraus zieht. Die letzte Strophe unterscheidet sich durch ihren belehrenden Charakter von den anderen. Man kann nach der zweiten Strophe einen „Stimmungswechsel“ wahrnehmen. Die vorher schwarze, stürmische Nacht mit ihrer unheimlichen Beschwörung wandelt sich in einen wunderbaren Moment, der alles andere als düster wirkt. Es entsteht der Eindruck von etwas Heiligem, Gutem. Dieser Eindruck wird durch Worte wie Licht, Glanz, hold, Blumenkranze und Himmelsglanze hervorgerufen.

## Interpretation
Die Ballade soll die Einstellung bezüglich des Lebenssinnes ändern, und sie auf das der Textaussage nach Wichtige im Leben konzentrieren. Der Schatzgräber sieht in der ersten Strophe im Geld das „Allheilmittel aller Welt“, was all seine Probleme lösen könnte. Der Knabe will mit seiner Darstellung von Lebenswerten die Einstellung des Schatzgräbers ändern. Es gibt, so postuliert der Text, wesentlich wichtigere Dinge als Geld: Etwa Arbeit, um das Selbstwertgefühl langfristig zu steigern und aufrechtzuerhalten. Gäste, also der Kontakt mit anderen Personen. Auch schlechte Tage soll man einmal aushalten können und dafür die guten umso mehr genießen. Dies sei das künftige Zauberwort des Schatzgräbers und auch des Lesers. In gewisser Weise hat der Schatzgräber sein Ziel ja auch erreicht: Er hat einen Schatz gefunden. Dieser sieht jedoch ganz anders aus, als er es erwartet hatte.

## Vertonung
Der Schatzgräber von Goethe wurde von Franz Schubert vertont, D 256. Auch Carl Loewe setzte die Goethe-Ballade in Musik, Op. 59, Nr. 3. Außerdem existiert eine Vertonung von Hanns Eisler, Hollywooder Liederbuch Nr. 28.